# Brandon (Dakota del Sur)
Brandon es una ciudad ubicada en el condado de Minnehaha en el estado estadounidense de Dakota del Sur. En el Censo de 2010 tenía una población de 8.785 habitantes y una densidad poblacional de 627,78 personas por km².

## Geografía
Brandon se encuentra ubicada en las coordenadas 43°35′36″N 96°34′47″O / 43.59333, -96.57972. Según la Oficina del Censo de los Estados Unidos, Brandon tiene una superficie total de 13.99 km², de la cual 13.9 km² corresponden a tierra firme y (0.65%) 0.09 km² es agua.

## Demografía
Según el censo de 2010, había 8.785 personas residiendo en Brandon. La densidad de población era de 627,78 hab./km². De los 8.785 habitantes, Brandon estaba compuesto por el 96.8% blancos, el 0.59% eran afroamericanos, el 0.52% eran amerindios, el 0.59% eran asiáticos, el 0.32% eran de otras razas y el 1.17% pertenecían a dos o más razas. Del total de la población el 1.2% eran hispanos o latinos de cualquier raza.